# Cikalong (Sidamulih)
Cikalong is een bestuurslaag in het regentschap Ciamis van de provincie West-Java, Indonesië. Cikalong telt 3210 inwoners (volkstelling 2010).